# 바다 위 일곱 번의 절규
바다 위 일곱 번의 절규(Siete gritos en el mar)는 알레한드로 카소나의 1952년 스페인 희곡이다. 알레한드로 카소나는 유머와 휴머니즘이 잘 조화된 작품들로 내전과 독재에 지쳐 있던 스페인 민중을 따뜻하게 위로했으며 ＜바다 위 일곱 번의 절규＞에는 이런 카소나의 대중 친화적인 작품 성향이 잘 드러나고 있다. 선상 파티에 초대된 호화 여객선 일등칸 손님들은 크리스마스 전야를 특별하게 보낼 수 있을 거란 기대에 부풀어 있다. 하지만 이들을 파티에 초대한 선장은 오늘이 생애 마지막 크리스마스이브가 될 거란 뜻밖의 뉴스를 전한다. 종말의 순간이 코앞에 닥치자 일곱 승객들은 가면을 쓴 채 살아온 지난 삶을 돌아보며 감췄던 민낯을 드러낸다.
‘죽음’이라는 다소 무거운 소재를 끌어들여 특유의 유머 감각과 휴머니즘을 발휘해 ‘삶’에 대한 성찰이라는 묵직한 주제를 어렵지 않게 전한다. 특히 ＜바다 위 일곱 번의 절규＞는 크리스마스 전야의 화려한 선상 파티를 배경으로 동화 같은 이야기를 전개시켜 나가며 어떻게 죽어야 할지, 나아가 어떻게 살아야 할지 생각하게 만든다.

## 줄거리
크리스마스이브, 호화 여객선 ‘날로’에선 선상 파티가 준비되고 있다. 이 파티에 은밀히 초대된 일곱 승객들은 특별한 크리스마스 전야를 보낼 수 있다는 기대에 부푼다. 화려한 조명으로 장식된 선상 파티장에 승객들이 하나둘 모여들고, 이들을 파티에 초대한 선장이 모습을 드러낸다. 하지만 파티의 시작을 알리는 선장의 한마디에 승객들은 얼어붙는다. “오늘 밤이 여러분에게 생의 마지막 날이 될 겁니다.” 이 작품은 부와 명예, 지식과 음욕만을 좇으며 살아온 이들이 예기치 못한 종말을 앞두고 진정한 삶의 가치와 방향을 깨닫게 되는 과정을 그린다.